# Сочивакан (Отумба)
Сочивакан (шп. Xochihuacán) насеље је у Мексику у савезној држави Мексико у општини Отумба. Насеље се налази на надморској висини од 2753 м.

## Становништво
Према подацима из 2010. године у насељу је живело 13 становника.

### Хронологија
| Година       | 2000         | 2005        | 2010 |
| ------------ | ------------ | ----------- | ---- |
| Становништво | 25 (11 / 14) | 19 (9 / 10) | 13   |

### Попис
| # | Индикатор                     | Вредност |
| - | ----------------------------- | -------- |
| 1 | Укупно домаћинстава           | 10       |
| 2 | Укупно насељених домаћинстава | 2        |
| 3 | Величина локације             | 1        |